# NGC 3001
NGC 3001 (другие обозначения — ESO 434-38, MCG -5-23-14, UGCA 183, AM 0944-301, PGC 28027) — галактика в созвездии Насос.
Этот объект входит в число перечисленных в оригинальной редакции «Нового общего каталога».
В галактике вспыхнула сверхновая SN 2010hg типа Ia, её пиковая видимая звездная величина составила 15,0.